# Monete di Bergamo
Le monete della città di Bergamo furono emesse dal comune di Bergamo a nome di Federico II tra il 1236 e il 1302.

## Storia e caratteristiche della monetazione bergamasca
In epoca carolingia nella città di Bergamo vennero effettuate coniazioni di tremissi ma da allora in poi nella città non vennero più coniate monete nonostante Federico I avesse concesso privilegio di zecca al vescovo Gerardo. Durante il processo di erosione del potere vescovile che si verificò in epoca comunale le istituzioni cittadine si appropriarono del privilegio di zecca e iniziarono a coniare monete a nome dell'imperatore Federico II. La coniazione di monete a nome di Federico II andò avanti anche dopo la morte di questi avvenuta nel 1250 e si protrasse sino al 1302. Le monete di Bergamo rappresentano al diritto il busto dell'imperatore nella modalità tipica degli Augustale: l'imperatore è ritratto come il successore di Cesare Augusto e porta il mantello cesareo e la corona d'alloro tipica degli imperatori romani a differenza degli augustali però nella monetazione di Bergamo il ritratto è molto più semplice ed essenziale. Al rovescio è invece rappresentata una visione ideale della città di Bergamo molto simile a quella presente in numerose coniazioni di città tedesche dell'epoca la cui influenza potrebbe essere stata appunto portata da Federico II. La città è rappresentata una visione idealizzata della Bergamo dell'epoca sono visibili le rocce dell'altura sulla quale sorgeva la città, le aperture murarie, le torri cittadine e la basilica cittadina.
Le monete erano coniate nel palazzo dei Gromo dei Rivola posto nell'antica via Gromo poi via Gaetano Donizetti.

## Tipologie monetali
Come nella maggior parte delle monetazioni medievali per ogni moneta esistono numerose varianti. Nella monetazione di Bergamo però tali varianti riguardano i caratteri delle lettere (romanici, gotici), l'inserzione di puntini e cerchi tra le lettere, l'inserzione nei campi (le zone "libere" da lettere e rappresentazioni) di puntini, cerchi, cuori, stelle ecc.. Tali varianti indicavano chi presedieva la coniatura delle monete. Tra parentesi i riferimenti al Corpus Nummorum Bergomensium (CNB).

### Grosso da otto denari imperiali (CNB 2)
Il grosso da otto denari è la moneta del più alto valore emessa dalla zecca di Bergamo ed è anche una delle più rare in quanto ne sono conosciuti solo tre esemplari di cui uno è conservato alla Biblioteca Angelo Mai di Bergamo.
La moneta è stata realizzata in argento ed il suo peso è di circa 2,85 g mentre il suo diametro è di 23,2 mm rappresenta al diritto il busto laureato dell'imperatore volto verso destra, e la scritta IMPRT FREDERICVS mentre il contorno è perlinato. Il rovescio della moneta rappresenta invece un edificio a due archi con tetto cuspidale tra quattro torri, su quattro archi su rocce, la scritta PGAMVM ed il contorno perlinato. Vista l'estrema rarità di questa moneta non sono conosciute varianti.

### Grosso da sei denari imperiali (CNB 3-11)
La moneta è stata realizzata in argento ed il suo peso è di circa 1,99 g mentre il suo diametro è di 20,2 mm rappresenta al diritto il busto laureato dell'imperatore volto verso destra, e la scritta IMPRT FREDERICVS mentre il contorno è perlinato. Il rovescio della moneta rappresenta un edificio a tre archi e tetto cuspidale tra quattro torri, su quattro archi su rocce, la scritta PGAMVM ed il contorno perlinato. Di questa moneta esistono delle varianti:
- Al retro la croce sulla cuspide è legata al tetto da due trattini con la sferetta al centro
- Al retro la croce sulla cuspide è legata al tetto da due trattini con la sferetta al centro ed è presente una sferetta anche in cima alla croce.

### Grosso da quattro denari imperiali (CNB 12-33)
La moneta è stata realizzata in argento ed il suo peso è di circa 1,35 g mentre il suo diametro è di 19,3 mm rappresenta al diritto il busto laureato dell'imperatore volto verso destra, e la scritta IMPRT FREDERICVS mentre il contorno è perlinato. Il rovescio della moneta rappresenta un edificio a tre archi e quattro tetti tra due torri merlate su quattro archi su rocce, la scritta PGAMVM ed il contorno perlinato. Di questa moneta esistono i seguenti tipi:
- Al rovescio è presente un edificio con tetto a tre spioventi;
- Al rovescio è presente un edificio con tetto a quattro spioventi;
- Al rovescio è presente un edificio con tetto a cinque spioventi;

### Denaro imperiale scodellato (CNB 34-43)
La moneta è stata realizzata in mistura ed il suo peso è di circa 0,84 g mentre il suo diametro è di 18,8 mm rappresenta al diritto il busto laureato dell'imperatore volto verso destra in cerchio perlinato, e la scritta IMPRT FREDERICVS il contorno è perlinato. Il rovescio della moneta rappresenta un edificio a un arco tra due torri su quattro archi su rocce, la scritta PGAMUM, il contorno è perlinato. Di questa moneta si conoscono i seguenti tipi:
- Al rovescio è presente un edificio con tetto a tre spioventi;
- Al rovescio è presente un edificio con tetto a quattro spioventi.

### Denaro imperiale piano di primo tipo (CNB 44-94)
La moneta è stata realizzata in mistura ed il suo peso è di circa 0,90 g mentre il suo diametro è di 17,0 mm rappresenta al diritto il busto laureato dell'imperatore volto verso destra in cerchio perlinato, e la scritta IMPRT FREDERICVS il contorno è perlinato. Il rovescio della moneta rappresenta un edificio ad archi e tetto a cuspide tra torri su 4 archi su rocce, la scritta PGAMUM, il contorno perlinato. Di questa moneta si conoscono i seguenti tipi:
- Al rovescio è presente un edificio con un arco e due torri;
- Al rovescio è presente un edificio con due archi fra due torri;
- Al rovescio è presente un edificio con due archi e quattro torri;
- Al rovescio è presente un edificio con tre archi e quattro torri.

### Denaro imperiale piano di secondo tipo (CNB 95-136)
La moneta è stata realizzata in mistura ed il suo peso è di circa 0,90 g mentre il suo diametro è di 17,0 mm rappresenta al diritto il busto laureato dell'imperatore volto verso destra in cerchio perlinato, e la scritta IMP FREDERICVS a cornice, il contorno è perlinato. Il rovescio della moneta rappresenta un edificio a un arco tra due torri su quattro archi su rocce la scritta PGAMUM. Di questa moneta si conoscono i seguenti tipi:
- Al rovescio è presente un edificio con tetto a tre spioventi;
- Al rovescio è presente un edificio con tetto a quattro spioventi.

### Denaro imperiale piano di terzo tipo (CNB 137-155)
La moneta è stata realizzata in mistura ed il suo peso è di circa 0,87 g mentre il suo diametro è di 17,0 mm rappresenta al diritto il busto laureato dell'imperatore volto verso destra, e la scritta IMPATOR FEDRIC il contorno è perlinato. Il rovescio della moneta rappresenta un edificio a un arco con tetto a capanna, tra due torri su quattro archi e rocce la scritta PGAMUM. Di questa moneta si conoscono, tra le altre, le seguenti varianti:
- Al diritto sono presenti due mezze lune davanti al busto dell'imperatore mentre al rovescio è presente una sferetta nell'arco
- Al diritto è presente la lettera R davanti al busto dell'imperatore mentre al rovescio è presente una sferetta nell'arco
- Al diritto è presente una M davanti al busto dell'imperatore mentre al rovescio si può notare una sferetta nell'arco
- Al diritto è presente una stella a sei punte che sovrasta la R davanti al busto dell'imperatore mentre al rovescio è presente una sferetta nell'arco e le colonne dell'arco non hanno i capitelli
- Al diritto è presente una stella a sei punte che sovrasta la R davanti al busto dell'imperatore mentre al rovescio è presente una sferetta nell'arco e la colonna di sinistra dell'arco ha un capitello
- Al diritto è presente un anellino davanti al busto dell'imperatore mentre al rovescio si può notare una sferetta nell'arco e una stella a sei punte situata tra l'asta della croce e la torre di destra
- Al diritto si può notare una stella a sei punte davanti al busto dell'imperatore sul rovescio è presente una sferetta nell'arco e una mezza luna verticale tra l'asta della croce e la torre destra.
- Al diritto possiamo notare una mezza luna coricata sopra una stella a sei punte posta davanti al busto dell'imperatore, al rovescio sono presenti un anellino tra l'asta della croce e la torre sinistra è presente anche una mezza luna verticale tra l'asta della croce e la torre destra
- Al diritto possiamo notare una mezza luna coricata sopra una stella a sei punte posta davanti al busto dell'imperatore, al rovescio sono presenti un anellino nell'arco, un anellino tra l'asta della croce e la torre sinistra e una mezza luna verticale tra l'asta della croce e la torre destra.
- Al diritto possiamo notare una mezza luna coricata sopra una stella a sei punte posta davanti al busto dell'imperatore e una luna coricata alle spalle dell'imperatore al rovescio sono presenti un anellino nell'arco, un anellino tra l'asta della croce e la torre sinistra e una mezza luna verticale tra l'asta della croce e la torre destra.
- Al diritto possiamo notare una stella a sei punte dietro le spalle dell'imperatore, mentre a sul rovescio possiamo trovare un anellino nell'arco e un cuneo a sinistra della croce

### Mezzo denaro imperiale scodellato (CNB 156-161)
La moneta è stata realizzata in mistura ed il suo peso è di circa 0,43 g mentre il suo diametro è di 15,2 mm rappresenta al diritto il busto laureato dell'imperatore volto verso destra in cerchio perlinato, e la scritta IMPRT FREDERICUS e una croce il contorno è perlinato. Il rovescio della moneta rappresenta un edificio su rocce, la scritta PERGAMVM ed il contorno perlinato. Di questa moneta si conoscono le seguenti tipologie:
- Al rovescio è presente un edificio con tetto a tre spioventi;
- Al rovescio è presente un edificio con tetto a quattro spioventi;
- Al rovescio è presente un edificio a tre torri.

### Mezzo denaro imperiale piano di primo tipo (CNB 162-185)
La moneta è stata realizzata in mistura ed il suo peso è di circa 0,42 g mentre il suo diametro è di 15,5 mm rappresenta al diritto il busto laureato dell'imperatore volto verso destra in cerchio perlinato, e la scritta IMPATOR e una croce il contorno è perlinato. Il rovescio della moneta rappresenta un edificio ad arco, in cerchio perlinato la scritta PGAMVM una croce ed il contorno è perlinato. Di questa moneta si conoscono le seguenti tipologie:
- Al rovescio è presente un edificio su rocce, con tetto a tre spioventi;
- Al rovescio è presente un edificio su rocce con tetto a quattro spioventi;
- Al rovescio è presente un edificio con tetto a cuspide e gronde pronunciate.

### Mezzo denaro imperiale piano di secondo tipo (CNB 186-190)
La moneta è stata realizzata in mistura ed il suo peso è di circa 0,46 g mentre il suo diametro è di 15,2 mm rappresenta al diritto il busto laureato dell'imperatore volto verso destra, la scritta IMPATOR FEDRIC e una croce, il contorno è perlinato. Il rovescio della moneta rappresenta un edificio ad un arco con tetto a capanna su rocce, la scritta PEGAMENSIS e una croce, il bordo è perlinato. Di questa moneta si conoscono le seguenti varianti:
- Al diritto è presente un punto tra la scritta IMPATOR e FEDRIC mentre al rovescio è presente una stella a sei punte sopra la torre di destra.
- Al diritto è presente un punto tra la scritta IMPATOR e FEDRIC, una mezza luna coricata davanti al volto dell'imperatore, mentre al rovescio sono presenti una stella a sei punte nell'arco e una stella a sei punte sopra al croce.

### Mezzo denaro imperiale piano di terzo tipo (CNB 191)
Di mezzo denaro imperiale piano di terzo tipo è conosciuto solo un esemplare conservato oggi presso Biblioteca Angelo Mai di Bergamo.
La moneta è stata realizzata in mistura ed il suo peso è di circa 0,46 g mentre il suo diametro è di 15,2 mm rappresenta al diritto il busto laureato dell'imperatore volto verso destra, la scritta IMPATOR FEDRIC e una croce è presente inoltre un punto tra la scritta MPATOR e FEDRIC, il contorno è perlinato. Il rovescio della moneta rappresenta un edificio a due archi con tetto a capanna su rocce, la scritta PGAMENSIS e una croce, sono presenti due stelle a sei punte ai lati della croce sul tetto a capanna.

## Segni di variante

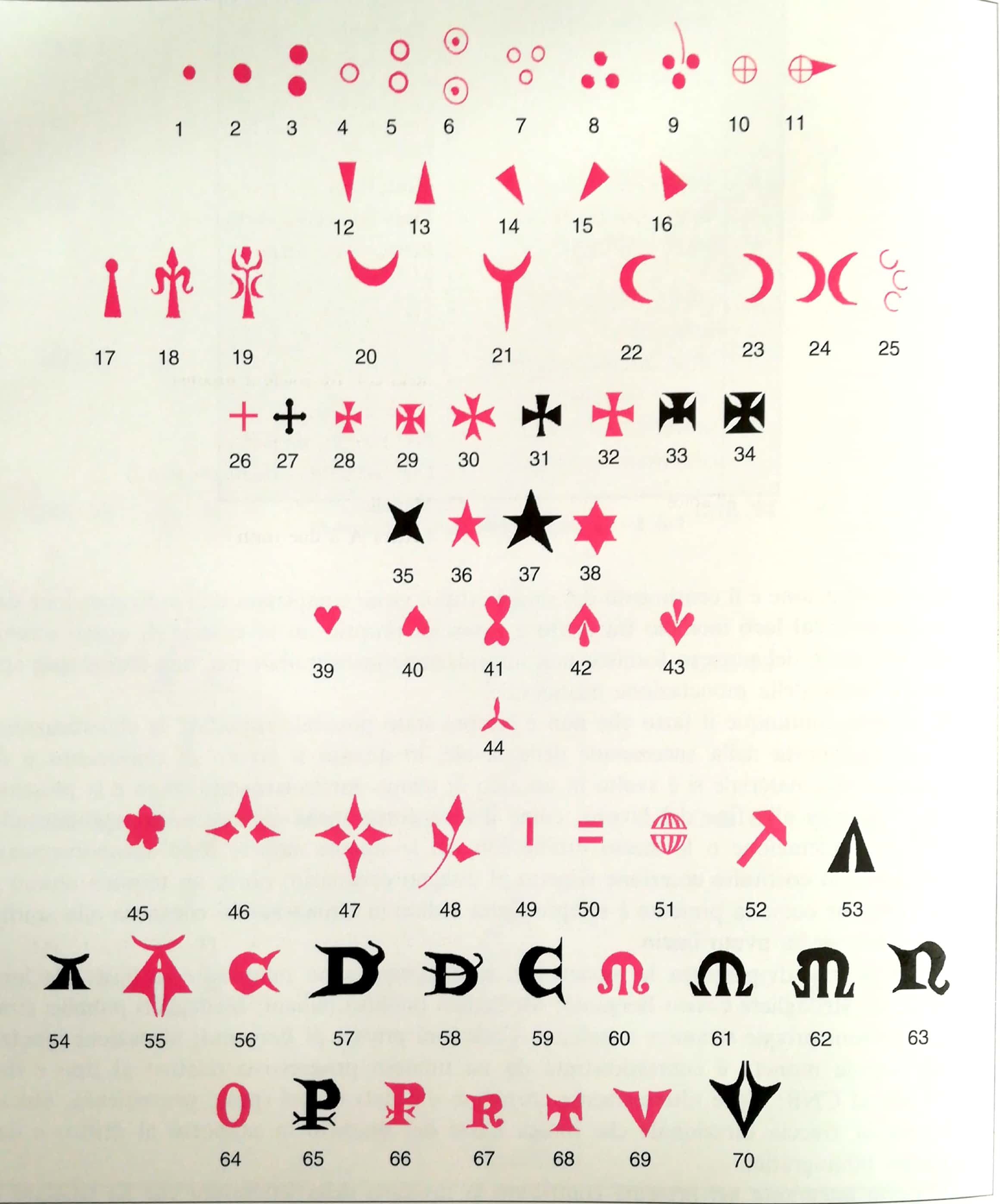
Segni di variante

In base ai segni che si possono trovare sulle monete, oltre ad alcune differenze stilistiche, si può catalogare la variante della moneta.

## Eredità stilistica

Il logo dell'Università degli studi di Bergamo riproduce il disegno del rovescio del Grosso da sei denari imperiali

Lo stemma dell'Università degli Studi di Bergamo è ripreso dal rovescio delle monete di età comunale.